# Woodbury (Nowa Zelandia)
Woodbury – miasto w Nowej Zelandii, na Wyspie Południowej, w regionie Canterbury.